# Comuna de Jeżów Sudecki
Jeżów Sudecki (polaco: Gmina Jeżów Sudecki) é uma gminy (comuna) na Polónia, na voivodia de Baixa Silésia e no condado de Jeleniogórski. A sede do condado é a cidade de Jeżów Sudecki.
De acordo com os censos de 2004, a comuna tem 6162 habitantes, com uma densidade 65,3 hab/km².

## Área
Estende-se por uma área de 94,38 km², incluindo:
- área agrícola: 62%
- área florestal: 28%

## Demografia
Dados de 30 de Junho 2004:
|                      | Total   | Total | Mulheres | Mulheres | Homens  | Homens |
| -------------------- | ------- | ----- | -------- | -------- | ------- | ------ |
|                      | pessoas | %     | pessoas  | %        | pessoas | %      |
| População            | 6162    | 100   | 3146     | 51,1     | 3016    | 48,9   |
| Densidade (pop./km²) | 65,3    | 100   | 33,3     | 33,3     | 32      | 32     |

De acordo com dados de 2002, o rendimento médio per capita ascendia a 1145,17 zł.

## Subdivisões
- Chrośnica, Czernica, Dziwiszów, Janówek, Jeżów Sudecki, Płoszczyna, Siedlęcin, Wrzeszczyn.

## Comunas vizinhas
- Janowice Wielkie, Jelenia Góra, Stara Kamienica, Świerzawa, Wleń